# Oncidium putumayense
Oncidium putumayense är en orkidéart som först beskrevs av Pedro Ortiz Valdivieso, och fick sitt nu gällande namn av Mark W. Chase och Norris Hagan Williams. Oncidium putumayense ingår i släktet Oncidium och familjen orkidéer. Inga underarter finns listade i Catalogue of Life.